# 6076 Plavec
6076 Plavec è un asteroide della fascia principale. Scoperto nel 1980, presenta un'orbita caratterizzata da un semiasse maggiore pari a 2,6368535 UA e da un'eccentricità di 0,1792202, inclinata di 8,14548° rispetto all'eclittica.